# ГЕС Зонго I
ГЕС Зонго I — гідроелектростанція на заході Демократичної Республіки Конго. Розташована вище від ГЕС Зонго II, становить верхній ступінь каскаду на річці Інкісі (ліва притока Конго).
В межах проекту Інкісі перекрили греблею висотою 17 метрів, яка складається із земляної та бетонної частин довжиною 80 та 120 метрів відповідно. Гребля не створю є значного водосховища — лише 1 млн м3 — та спрямовує воду до прокладеного через лівобережжя дериваційного тунелю довжиною 725 метрів та діаметром 5,4 метра (можливо відзначити, що в цьому районі Інкісі описує дугу, так що відстань між греблю та машинним залом по руслу становить 1,5 кілометра).
Після балансувальної камери, спорудженої як бетонна башта висотою 27 метрів та діаметром 16 метрів, починаються три водоводи до машинного залу довжиною по 172 метри. Два з них мають діаметр по 4 метри та на завершальному етапі роздвоюються, а один виконаний в діаметрі 2,8 метра. Машинний зал у 1955-му обладнали трьома турбінами типу Френсіс потужністю по 13 МВт, а за десять років до них додали ще дві по 18 МВт. Це обладнання працює при напорі у 63,5 метра.
Видача продукції відбувається по ЛЕП, розрахованій на роботу під напругою 70 кВ.